# Ethelfleda
Etelfleda, nota come Signora dei merciani (in antico inglese Æthelflæd o Aethelfled; 870 circa – Tamworth, 12 giugno 918), fu sovrana del regno di Mercia dal 911 fino alla morte, per conto del fratello Edoardo il Vecchio, re di Wessex.
Etelfleda nacque al culmine delle invasioni vichinghe in Inghilterra. All'878, la maggior parte della regione era sotto il dominio danese vichingo: l'Anglia orientale e la Northumbria erano state conquistate, e la Mercia divisa tra inglesi e vichinghi; in quell'anno, però, Alfredo del Wessex ottenne una cruciale vittoria nella battaglia di Edington. Presto la metà della Mercia in mano inglese venne sotto il dominio di Etelredo (Æthelred), noto col titolo di Signore dei merciani, il quale accettò la sovranità di Alfredo, re del Wessex. Alfredo adottò il titolo di Re degli anglosassoni (fino ad allora era, come i suoi predecessori, intitolato Re degli Sassoni occidentali) sostenendo di governare su tutto il popolo anglosassone non residente in aree sotto il controllo vichingo. Sigillò quindi l'alleanza strategica tra i regni anglosassoni superstiti facendo sposare la primogenita Etelfleda con Etelredo di Mercia.
Etelredo ebbe un importante ruolo nel respingere i rinnovati attacchi vichinghi negli anni 890 insieme al fratello di Etelfleda, il futuro re Edoardo il Vecchio. Etelredo e Etelfleda fortificarono Worcester, fecero generose donazioni alle chiese merciane e costruirono una nuova cattedrale a Gloucester (Priorato di Sant'Osvaldo). La salute di Etelredo probabilmente crollò all'inizio del decennio seguente, dopodiché è plausibile che Etelfleda sia diventata la principale governante della Mercia. Edoardo era succeduto come re degli anglosassoni nell'899, e nel 909 inviò un contingente merciano e sassone-occidentale per saccheggiare la parte settentrionale del Danelaw. Fecero ritorno con i resti del sovrano santo Osvaldo di Northumbria, che furono traslati alla nuova cattedrale di Gloucester. Etelredo morì nel 911 e Etelfleda governò quindi sulla Mercia come Signora dei merciani.
Alfredo aveva allestito una rete di fortificazioni (burh) e negli anni 910 Edoardo e Etelfleda avviarono un programma per estenderla. Alcune città dove ella costruì difese furono Wednesbury, Bridgnorth, Tamworth, Stafford, Warwick, Chirbury e Runcorn. Nel 917 mandò un esercito per catturare Derby, il primo dei cinque borghi del Danelaw a cadere e tornare agli inglesi, una vittoria definita da Tim Clarkson come "il suo più grande trionfo". Nel 918 Leicester si arrese senza combattere. Poco dopo i capi vichinghi di York le offrirono la loro lealtà, ma morì il 12 giugno 918 prima di poter sfruttare l'offerta. Le successe la figlia Ælfwynn, ma nel dicembre seguente fu deposta da Edoardo, che prese il controllo personale della Mercia e completò l'unificazione della Mercia col Wessex.

## Nella cultura di massa
Ethelfleda è uno dei personaggi della serie di romanzi Le storie dei re sassoni di Bernard Cornwell. Nella serie televisiva ricavata dai romanzi The Last Kingdom Ethelfleda è interpretata da Millie Brady.

## Ascendenza
|                      |   |                | Genitori |  |  | Nonni |  |  | Bisnonni           |  |  | Trisnonni         |  |
|                      |   |                |          |  |  |       |  |  | Egberto del Wessex |  |  | Ealhmund del Kent |  |
|                      |   |                |          |  |  |       |  |  | Egberto del Wessex |  |  | Ealhmund del Kent |  |
|                      |   | …              |          |  |  |       |  |  | Egberto del Wessex |  |  |                   |  |
| Etelvulfo del Wessex |   |                |          |  |  |       |  |  | Egberto del Wessex |  |  |                   |  |
|                      |   | Oslac di Wight | …        |  |  |       |  |  |                    |  |  |                   |  |
|                      |   | Oslac di Wight | …        |  |  |       |  |  |                    |  |  |                   |  |
|                      |   | Oslac di Wight | …        |  |  |       |  |  |                    |  |  |                   |  |
| Alfredo il Grande    |   | Oslac di Wight |          |  |  |       |  |  |                    |  |  |                   |  |
|                      |   | …              | …        |  |  |       |  |  |                    |  |  |                   |  |
|                      |   | …              | …        |  |  |       |  |  |                    |  |  |                   |  |
|                      |   | …              | …        |  |  |       |  |  |                    |  |  |                   |  |
| Osburga              |   | …              |          |  |  |       |  |  |                    |  |  |                   |  |
|                      |   | …              | …        |  |  |       |  |  |                    |  |  |                   |  |
|                      |   | …              | …        |  |  |       |  |  |                    |  |  |                   |  |
|                      |   | …              | …        |  |  |       |  |  |                    |  |  |                   |  |
| Ethelfleda           |   | …              |          |  |  |       |  |  |                    |  |  |                   |  |
|                      | … | …              |          |  |  |       |  |  |                    |  |  |                   |  |
|                      | … | …              |          |  |  |       |  |  |                    |  |  |                   |  |
|                      | … | …              |          |  |  |       |  |  |                    |  |  |                   |  |
| Aethelred Mucil      | … |                |          |  |  |       |  |  |                    |  |  |                   |  |
|                      |   | …              | …        |  |  |       |  |  |                    |  |  |                   |  |
|                      |   | …              | …        |  |  |       |  |  |                    |  |  |                   |  |
|                      |   | …              | …        |  |  |       |  |  |                    |  |  |                   |  |
| Ealhswith            |   | …              |          |  |  |       |  |  |                    |  |  |                   |  |
|                      |   | …              | …        |  |  |       |  |  |                    |  |  |                   |  |
|                      |   | …              | …        |  |  |       |  |  |                    |  |  |                   |  |
|                      |   | …              | …        |  |  |       |  |  |                    |  |  |                   |  |
| Eadburh              |   | …              |          |  |  |       |  |  |                    |  |  |                   |  |
|                      |   | …              | …        |  |  |       |  |  |                    |  |  |                   |  |
|                      |   | …              | …        |  |  |       |  |  |                    |  |  |                   |  |
|                      |   | …              | …        |  |  |       |  |  |                    |  |  |                   |  |
|                      |   | …              |          |  |  |       |  |  |                    |  |  |                   |  |